# Shahrestān di Haftgel
Lo shahrestān di Haftgel (farsi شهرستان هفتگل) è uno dei 26 shahrestān del Khūzestān, in Iran. Il capoluogo è Haftgel. Era precedentemente parte del territorio dello shahrestān di Ramhormoz.